# UWR 071 Rostock
Das UWR-Team Rostock 071 ist eine Unterwasserrugbymannschaft aus Rostock, die sich aus Spielern des TSC 1957 Rostock e. V., des TC „Octopus“ Rostock e. V. und des TC „Stolteraα“ e. V. zusammensetzt. Gegründet wurde die Mannschaft 1999 für den Besuch des Mauritius Pokal, der von der Bundesligamannschaft des Submarin Pößneck ausgerichtet wurde.
Den größten Erfolg verbuchte die Mannschaft mit dem Gewinn des Meistertitels der 2. Bundesliga Nord in der Saison 2012/13. Von der Saison 2013/14 bis 2016/17 spielte das UWR-Team Rostock 071 in der 1. Bundesliga Nord.

## Geschichte

### 1996–1999 (Gründung)
Ende der 1990er Jahre entwickelten sich in verschiedenen Tauchvereinen Rostocks einzelne Gruppen, die eine Alternative zum normalen Training suchten. Nachdem in den Vereinen Unterwasserrugbybälle angeschafft wurden, spielten die Sportler zunächst aus Mangel an Toren auf Hula-Hoop-Reifen. Nachdem sich herumgesprochen hatte, dass sich diese Entwicklung in mehreren Tauchclubs vollzog, gab es zunächst unter den Spielern Absprachen zum gemeinsamen Training. 1999 wurde an den TSC 1957 Rostock e. V., welcher im Flossenschwimmen und Orientierungstauchen besonders aktiv ist, eine Einladung für den Mauritius Pokal übergeben. Dieses UWR-Turnier der Bundesligamannschaft des Submarin Pößneck wurde mit einer gemeinsamen Rostocker Mannschaft, bestehend aus Spielern des TSC 1957 Rostock e. V. und des TC „Octopus“ Rostock e. V., besucht. Noch ohne genaue Regelkenntnis angereist, verlor die Mannschaft alle ihre Begegnungen und verabschiedete sich mit einem Torverhältnis von 0:71 Toren, was zum späteren Mannschaftsnamen führte.

### 2000–2010 (Mittelmaß in der 2. BL Nord)
| Saison   | Liga               | Platz | Tore     | Punkte |
| -------- | ------------------ | ----- | -------- | ------ |
| 2000/01  | 2. Bundesliga Nord | 5.    | 02:116   | 00:16  |
| 2001/02  | 2. Bundesliga Nord | 5.    | 012:108  | 04:16  |
| 2002/03  | 2. Bundesliga Nord | 6.    | 04:144   | 00:20  |
| 2003/04  | 2. Bundesliga Nord | 6.    | 030:067  | 06:18  |
| 2004/05  | 2. Bundesliga Nord | 6.    | 031:062  | 06:14  |
| 2005/06  | 2. Bundesliga Nord | 4.    | 027:056  | 07:13  |
| 2006/07  | 2. Bundesliga Nord | 7.    | 09:084   | 02:22  |
| 2007/08  | 2. Bundesliga Nord | 6.    | 017:0111 | 04:20  |
| 2008/091 | 2. Bundesliga Nord | 3.    | 027:017  | 18     |
| 2008/092 | Landesliga MV      | 2.    | 010:022  | 0      |
| 2009/10  | 2. Bundesliga Nord | 6.    | 017:049  | 08     |

Bereits in der darauf folgenden Saison meldeten sich die Hansestädter für den Spielbetrieb in der Bundesliga Nord an und starteten in der 2. Bundesliga Nord. Hier musste die Mannschaft allerdings schnell erkennen, dass sie noch viel lernen muss, um gegen die anderen Teams zu bestehen. Mit lediglich 2 Toren und 8 verlorenen Spielen landete die Rostocker Mannschaft abgeschlagen auf dem letzten Platz. Auch in den folgenden Jahren mussten die Rostocker noch oft als der Torlieferant der Liga herhalten, konnten aber immer mal wieder einzelne Spiele für sich entscheiden. Darüber hinaus traten die Rostocker auch bei diversen Turnieren an, unter anderem bei den ostdeutschen Meisterschaften, dem Braunschweiger Lionscup und der Kieler Sprotte. In der Saison 2002/2003 wurde in Rostock die Deutsche Meisterschaft im Unterwasserrugby ausgetragen, bei der sich die Mannschaft als sehr guter Ausrichter empfohlen hat. In der Saison 2005/06 konnten sich die Hansestädter erstmals aus der Kellerzone der Liga absetzten und erreichten den 4. Platz. Die beste Saison in dieser Dekade war die Spielzeit 2008/09, als zahlreiche ehemalige Schwimmer zum Team dazu kamen und eine zweite Mannschaft in der Landesliga Mecklenburg-Vorpommern antrat. In der 2. Bundesliga erreichte die Spielgemeinschaft den dritten Platz in der 2. BL Nord und verpasste am letzten Spieltag nur knapp den Relegationsplatz. Mit der Teilnahme einer Mannschaft konnten sich 10 Rostocker Spieler zusammen mit zwei Greifswalder Sportlern einen 5. Platz bei der Deutschen Junioren-Meisterschaft der U21 in Dossenheim bei Heidelberg sichern. Im darauffolgenden Jahr fiel die Bundesligamannschaft wieder auf die hinteren Ränge zurück.

### 2011 – 2020 (Aufstieg und Abstieg)
| Saison   | Liga               | Platz | Tore    | Punkte |
| -------- | ------------------ | ----- | ------- | ------ |
| 2010/11  | 2. Bundesliga Nord | 6.    | 015:057 | 06     |
| 2011/12  | 2. Bundesliga Nord | 3.    | 067:020 | 22     |
| 2012/13  | 2. Bundesliga Nord | 1.    | 112:08  | 34     |
| 2013/14  | 1. Bundesliga Nord | 5.    | 021:040 | 16     |
| 2014/15  | 1. Bundesliga Nord | 4.    | 025:051 | 12     |
| 2015/16  | 1. Bundesliga Nord | 6.    | 027:087 | 4      |
| 2016/17  | 1. Bundesliga Nord | 6.    | 017:046 | 4      |
| 2017/18  | 2. Bundesliga Nord | 2.    | 032:020 | 13     |
| 2018/19  | 2. Bundesliga Nord | 3.    | 016:074 | 12     |
| 2018/191 | Regionalliga Küste | 3.    | 013:024 | 0      |
| 2019/202 | 2. Bundesliga Nord | 5.    | 027:036 | 7      |

Nachdem die Junioren erfolgreich in die Mannschaft integriert worden waren, entwickelte sich ein schneller Sturm, der die Rostocker in den folgenden Jahren auf die Erfolgsspur brachte. Nachdem in der Saison 2011/12 ein Relegationsplatz noch am letzten Spieltag vergeben worden war, dominierte das Team in der Spielzeit 2012/13 die 2. Bundesliga und erreichte ungeschlagen mit elf Siegen und einem Unentschieden zum ersten Mal den Aufstieg in die 1. Bundesliga Nord. Davon ausgehend, sofort wieder abzusteigen, zeigten sie, dass sie in der Lage waren, bei den meisten Mannschaften mitzuspielen, und so führten sie nach dem zweiten Spieltag die Tabelle der ersten Liga an. Mit 5 Siegen und einem Unentschieden platzierten sie sich am Ende der Saison im Mittelfeld und hatten so mit den Abstiegsrängen nichts zu tun. In der Saison 2015/16 hatte die Mannschaft mit vielen Ausfällen zu kämpfen und konnte nur den Relegationsplatz erreichen. Da aber Hannover nicht antrat, blieb Rostock kampflos in der ersten Bundesliga. In der folgenden Saison wurde der Klassenerhalt nicht erreicht. In der Saison 2017/18 trat die SG nach vier Jahren erster Liga wieder in der zweiten an. Nachdem die Mannschaft in der Saison 2017/18 sportlich den Wiederaufstieg in die 1. Bundesliga erreicht hatte, entschied die Mannschaft, auf den Aufstieg zu verzichten, um in der zweiten Liga neue Spieler aufzubauen. Darüber hinaus wurde in der Saison 2018/19 zusätzlich eine Regionalliga Küste für Anfänger ins Leben gerufen, um neue Spieler an das Niveau des Bundesligabetrieb zu führen.

### 2021 – heute (nach Corona)
| Saison   | Liga               | Platz | Tore    | Punkte |
| -------- | ------------------ | ----- | ------- | ------ |
| 2020/211 | 2. Bundesliga Nord | 0.    | 00:0    | 0      |
| 2021/22  | 2. Bundesliga Nord | 1.    | 041:015 | 12     |
| 2022/23  | 2. Bundesliga Nord | 2.    | 050:016 | 20     |
| 2023/24  | 2. Bundesliga Nord | 4.    | 044:041 | 13     |
| 2024/252 | 2. Bundesliga Nord | 1.    | 080:014 | 27     |

Infolge der Covid-19-Pandemie konnten in der Saison 2020/21 deutschlandweit nur wenige Trainingseinheiten absolviert werden, was unter anderem dazu führte, dass auch der Ligabetrieb in dieser Saison komplett zum Erliegen kam. In der Saison 2021/22 kam es zu Beginn der Saison noch zu coronabedingten Spieltagausfällen. Die SpG Baltic United trat in der gesamten Saison nicht an und der SV Paderborn konnte am zweiten Spieltag coronabedingt nicht antreten. In der Saison 2022/23 konnte sich das Team den zweiten Platz in der Liga Nord und damit den Relegationsplatz sichern, in einem spannenden Spiel verloren die Rostocker gegen die SG Bremen/Oldenburg mit 4:5. Die darauffolgende Saison 2023/24 war recht schwierig. Viele der Mitbewerber haben sich personell mit Spielern aus der Hamburger Mannschaft verstärkt und so waren die Spiele nicht so wie vor der Saison erwartet. Am zweiten Spieltag brach die Mannschaft nach dem ersten Spiel den Spieltag ab, da die Heizung der Beckens ausgefallen ist und die Wassertemperatur 16 °C betrug und immer weiter abnahm. Am Ende der Saison konnten die Mannschaft aber mit dem 4. Platz und einem positiven Torverhältnis zufrieden sein. Die Saison 2024/25 begann unter keinen guten Voraussetzungen, da aufgrund von Baumaßnahmen die Trainingshalle bis zum 1. Spieltag gesperrt war. Dies spiegelte sich allerdings nicht in den Spielergebnissen wider. Während der gesamten Saison wurde lediglich ein Spiel verloren, wodurch die Rostocker punktgleich mit Lübeck, aber über den direkten Vergleich auf Platz 1 die Tabelle abschließen und somit den Meistertitel in der Liga erringen konnten.

## Mannschaften

### 1. Mannschaft
Die erste Mannschaft startete in den Jahren 1999 bis 2013 in der zweiten Bundesliga Nord und nahm 2011 am Länderpokal in Berlin teil. Hier konnten die Mecklenburger aber nur den letzten Platz belegen. Nachdem im Jahr 2012/13 die zweite Liga von den Rostockern dominiert wurde, stieg die Mannschaft in die 1. Bundesliga Nord auf.

### 2. Mannschaft
In den Jahren 2008 und 2009 war es möglich, mit einer zweiten Mannschaft eine Landesligamannschaft zu stellen, die hinter der Mannschaft des TC Uni Gryps Greifswald den zweiten Platz in der Saison 2008/09 belegte. Diese Liga wurde aufgrund mangelnder Beteiligung im Jahr 2010 wieder aufgelöst. Die Spieler dieser Mannschaft wurden in den folgenden Jahren zunehmend bei Spaßturnieren eingesetzt, um sie an die erste Mannschaft heranzuführen. In der Saison 2013/14 wurden erstmals Nachwuchsspieler in die Mannschaft des TC Stelle integriert, um in der zweiten Liga Spielerfahrungen sammeln zu können.
In der Saison 2018 / 19 wurde die alte Idee einer unterklassigen Liga wieder ins Leben gerufen um eine Vielzahl neuer Sportler besser an das Bundesliganiveau heranzuführen, dabei wurde eine Regionalliga Küste eröffnet bei der Mannschaften aus Niedersachsen, Bremen, Hamburg, Schleswig-Holstein und Mecklenburg-Vorpommern spielberechtigt sind.

### U21-Mannschaft
Mit dem Zugang einiger junger Sportler konnte, zusammen mit einigen Sportlern des TC Uni Gryps Greifswald, eine U21-Mannschaft zusammengestellt werden, die bei den Deutschen Junioren Meisterschaften in Dossenheim (2008) an den Start ging. Hier erreichten die Jugendlichen einen fünften Platz.

## Landesmeisterschaften Mecklenburg-Vorpommern
Neben dem Bundesligabetrieb nehmen die Spieler der Spielgemeinschaft für ihre Heimatvereine an den Landesmeisterschaften in Mecklenburg-Vorpommern teil. Die Meisterschaft wird seit 2007 ausgespielt.
| Jahr | Gold                                  | Silber                   | Bronze                   | 4. Platz                      |
| ---- | ------------------------------------- | ------------------------ | ------------------------ | ----------------------------- |
| 2023 | TSC 1957 Rostock                      | TC Octopus Rostock       | SG Uni Gryps / Stolteraα |                               |
| 2022 | UWR Rostock 071                       | Uni Gryps                |                          |                               |
| 2021 | Absage aufgrund der COVID-19-Pandemie |                          |                          |                               |
| 2020 | Absage aufgrund der COVID-19-Pandemie |                          |                          |                               |
| 2019 | UWR Rostock 071                       | Uni Gryps                |                          |                               |
| 2018 | SG TSC 1957 / Octopus                 | SG Uni Gryps / Stolteraα |                          |                               |
| 2017 | SG TSC 1957 / Octopus                 | SG Uni Gryps / Stolteraα |                          |                               |
| 2016 | TC Stolteraα                          | TC Octopus Rostock       | TSC 1957 Rostock         |                               |
| 2015 | SG Octopus / Uni Gryps                | TSC 1957 Rostock         | SG Stolteraα / Uni Gryps |                               |
| 2014 | SG Octopus / Stolteraα                | TSC 1957 Rostock         |                          |                               |
| 2013 | SG Octopus / Stolteraα                | TSC 1957 Rostock         |                          |                               |
| 2012 | SG Octopus / Stolteraα                | TSC 1957 Rostock         |                          |                               |
| 2011 | TSC 1957 Rostock                      | SG Octopus / Stolteraα   |                          |                               |
| 2010 | TSC 1957 Rostock                      | SG Octopus / Stolteraα   | TC Uni Gryps Greifswald  |                               |
| 2009 | TSC 1957 Rostock                      | SG Octopus / Stolteraα   | TC Uni Gryps Greifswald  |                               |
| 2008 | SG Octopus / Stolteraα                | TSC 1957 Rostock         | TC Uni Gryps Greifswald  | SG Octopus / TSC 1957 Rostock |
| 2007 | TSC 1957 Rostock                      | SG Octopus / Stolteraα   | TC Uni Gryps Greifswald  |                               |

## Rostocker Greif
Einmal im Jahr richtet das Team ein eintägiges Spaßturnier, den Rostocker Greif, aus. Dieser Wettkampf richtet sich in der Regel nach den Ferienterminen Mecklenburg-Vorpommerns und findet daher im Juni bzw. Juli statt. Aufgrund dieses Termins direkt nach der Saison wird regelmäßig die Relegation der Liga Nord in Rostock ausgespielt. Die bisherigen Platzierungen waren:
| Jahr | Gold                                  | Silber                             | Bronze                             | 4. Platz                        | 5. Platz                        | 6. Platz                       | 7. Platz                           | 8. Platz                                              | 9. Platz                           | 10. Platz                     |
| ---- | ------------------------------------- | ---------------------------------- | ---------------------------------- | ------------------------------- | ------------------------------- | ------------------------------ | ---------------------------------- | ----------------------------------------------------- | ---------------------------------- | ----------------------------- |
| 2025 | TC Submarin Pößneck Deutschland       | SG Sterkrade Bottrop Deutschland   | Öcher Otter Deutschland            | TiGeRenten Deutschland          | UWR Rostock 071 Deutschland     | TC Stelle Deutschland          | TC Qualle Braunschweig Deutschland |                                                       |                                    |                               |
| 2024 | Trelleborg Schweden                   | SG Berlin/Bielefeld Deutschland    | U21 Deutschland                    | UWR Rostock 071 Deutschland     | Torpedo Dresden Deutschland     | Baltic United Deutschland      | Göttingen Deutschland              |                                                       |                                    |                               |
| 2023 | Duisburger SSC Deutschland            | DUC Köln Deutschland               | TGR Bielefeld Deutschland          | Trelleborg Schweden             | TC submarin Pößneck Deutschland | TC Stelle Deutschland          | SG Bremen/Oldenburg Deutschland    | UWR Rostock 071 Deutschland                           | TLV Baltic United Deutschland      |                               |
| 2022 | Trelleborg Schweden                   | SDK Malmö Triton Schweden          | TGR Bielefeld Deutschland          | DUC Hamburg Deutschland         | Sporttaucher Berlin Deutschland | DUC Lübeck Deutschland         | UWR Rostock 071 Deutschland        | Torpedo Dresden / TC Uni Gryps Greifswald Deutschland |                                    |                               |
| 2021 | Absage aufgrund der COVID-19-Pandemie |                                    |                                    |                                 |                                 |                                |                                    |                                                       |                                    |                               |
| 2020 | Absage aufgrund der COVID-19-Pandemie |                                    |                                    |                                 |                                 |                                |                                    |                                                       |                                    |                               |
| 2019 | Sealions Dortmund Deutschland         | SSC Duisburg Deutschland           | TGR Bielefeld Deutschland          | Torpedo Dresden Deutschland     | TLV Baltic United Deutschland   | UWR Rostock 071 Deutschland    | SG Bremen / Oldenburg Deutschland  |                                                       |                                    |                               |
| 2018 | SSC Duisburg Deutschland              | Torpedo Dresden Deutschland        | Schweden Mix Schweden              | Trelleborg Schweden             | TC Stelle Deutschland           | UWR Rostock 071 Deutschland    | TLV Baltic United Deutschland      | TGR Bielefeld Deutschland                             |                                    |                               |
| 2017 | SSC Duisburg Deutschland              | Torpedo Dresden Deutschland        | TC Stelle Deutschland              | Sporttaucher Berlin Deutschland | TC submarin Pößneck Deutschland | Felix Göteburg Schweden        | Uni Bielefeld Deutschland          | TSC Bremen Deutschland                                | UWR Rostock 071 II Deutschland     | UWR Rostock 071 I Deutschland |
| 2016 | Malmö Triton Schweden                 | Tudserne Odense Dänemark           | Torpedo Dresden Deutschland        | TSS Trelleborg Schweden         | Felix Göteburg Schweden         | Sea Lions Dortmund Deutschland | TC Stelle Deutschland              | UWR Rostock 071 Deutschland                           | SpG Schleswig-Holstein Deutschland |                               |
| 2015 | Amager Kopenhagen Dänemark            | Malmö Triton / Trelleborg Schweden | Tudserne Odense Dänemark           | TC Stelle Deutschland           | Torpedo Dresden Deutschland     | Felix Göteburg Schweden        | DUC Kiel Deutschland               | Sporttaucher Berlin Deutschland                       | UWR Rostock 071 Deutschland        |                               |
| 2014 | TSS Trelleborg Schweden               | Torpedo Dresden Deutschland        | TC Stelle Deutschland              | DUC Kiel Deutschland            | UWR Rostock 071 – I Deutschland | DUC Lübeck Deutschland         | Sporttaucher Berlin Deutschland    | UWR Rostock 071 – II Deutschland                      |                                    |                               |
| 2013 | DUC Köln Deutschland                  | Torpedo Dresden Deutschland        | TGR Bielefeld Deutschland          | Felix Göteburg Schweden         | Sporttaucher Berlin Deutschland | DUC Lübeck Deutschland         | TC Stelle Deutschland              | UWR Rostock 071 Deutschland                           |                                    |                               |
| 2012 | SV Derne Deutschland                  | UWR 071 Rostock Deutschland        | Sporttaucher Berlin Deutschland    | TC Stelle Deutschland           | LTV Bremen Deutschland          | Mixed Team Deutschland1        |                                    |                                                       |                                    |                               |
| 2011 | DUC Lübeck Deutschland                | Sporttaucher Berlin Deutschland    | LTV Bremen Deutschland             | TC Stelle Deutschland           | UWR 071 Rostock Deutschland     | ATC Aachen Deutschland         |                                    |                                                       |                                    |                               |
| 2010 | Torpedo Dresden Deutschland           | TGR Bielefeld Deutschland          | U21-Nationalmannschaft Deutschland | TC Stelle Deutschland           | Waspo 08 Göttingen Deutschland  | Liga Nord – U21 Deutschland    | Sporttaucher Berlin Deutschland    | UWR Rostock 071 Deutschland                           |                                    |                               |
| 2009 | Waspo 08 Göttingen Deutschland        | TC submarin Pößneck Deutschland    | Tudserne Odense Dänemark           | UWR Rostock 071 Deutschland     | LTV Bremen Deutschland          | DUC Lübeck Deutschland         | Sporttaucher Berlin Deutschland    | TGR Bielefeld Deutschland                             | UWR Rostock 071 – U21 Deutschland  |                               |

## Sonstiges
Im Jahr 2003 war die Mannschaft Ausrichter der Deutschen Meisterschaft im Unterwasserrugby.
Rostock nimmt zum Teil als eigene Mannschaft und teilweise in Spielgemeinschaft mit anderen Norddeutschen Vereinen regelmäßig an verschiedenen Turnieren teil.
| Saison      | 1. Turnier                          | 2. Turnier                          | 3. Turnier                      | 4. Turnier             | 5. Turnier                            |
| ----------- | ----------------------------------- | ----------------------------------- | ------------------------------- | ---------------------- | ------------------------------------- |
| 2024 / 2025 | 15. Rostocker Greif                 |                                     |                                 |                        |                                       |
| 2023 / 2024 | Landesmeisterschaft MV              | Bärchenpokal                        | 14. Rostocker Greif             |                        |                                       |
| 2022 / 2023 | Dt. Meisterschaft Jugend & Junioren | Landesmeisterschaft MV              | 2. Löwenpokal Pößneck           | 13. Rostocker Greif    | Dt. Meisterschaft Jugend & Junioren\| |
| 2021 / 2022 | 2. Berliner Bär                     | 12. Rostocker Greif                 |                                 |                        |                                       |
| 2020 / 2021 |                                     |                                     |                                 |                        |                                       |
| 2019 / 2020 | 2. Leitzke Pokal                    |                                     |                                 |                        |                                       |
| 2018 / 2019 | Göttinger Neujahrsturnier           | Landesmeisterschaft MV              | Regionalliga Küste              | 11. Rostocker Greif    |                                       |
| 2017 / 2018 | Ostdt. Meisterschaften              | Landesmeisterschaft MV              | Landesmeisterschaft MV          | Steirischer Panter     | 10. Rostocker Greif                   |
| 2016 / 2017 | Bergamo Cup                         | 9. Rostocker Greif                  |                                 |                        |                                       |
| 2015 / 2016 | Läckerli Cup                        | Robinson Cup                        | Landesmeisterschaft MV          | 8. Rostocker Greif     |                                       |
| 2014 / 2015 | Störtebeker Pokal                   | Ostdt. Meisterschaften              | Championscup von Unten          | Landesmeisterschaft MV | 7. Rostocker Greif                    |
| 2013 / 2014 | Barcelona Cup                       | Ostdt. Meisterschaften              | Firenze Cup                     | Landesmeisterschaft MV | 6. Rostocker Greif                    |
| 2012 / 2013 | Ostdt. Meisterschaft                | Landesmeisterschaft MV              | 5. Rostocker Greif              |                        |                                       |
| 2011 / 2012 | Ostdt. Meisterschaft                | Landesmeisterschaft MV              | White Nights Cup St. Petersburg | 4. Rostocker Greif     |                                       |
| 2010 / 2011 | Ostdt. Meisterschaft                | Landesmeisterschaft MV              | Länderpokal Berlin              | 3. Rostocker Greif     |                                       |
| 2009 / 2010 | Ostdt. Meisterschaft                | Leitzke Cup                         | Landesmeisterschaft MV          | 2. Rostocker Greif     |                                       |
| 2008 / 2009 | Ostdt. Meisterschaft                | Dt. Meisterschaft Jugend & Junioren | Landesmeisterschaft MV          | 1. Rostocker Greif     |                                       |
| 2007 / 2008 | Ostdt. Meisterschaft                | Landesmeisterschaft MV              |                                 |                        |                                       |
| 2006 / 2007 | Ostdt. Meisterschaft                | Landesmeisterschaft MV              |                                 |                        |                                       |
| 2005 / 2006 | Ostdt. Meisterschaft                | Robinson Cup                        | Kieler Sprotte                  |                        |                                       |
| 2004 / 2005 | Ostdt. Meisterschaft                | Kieler Sprotte                      |                                 |                        |                                       |
| 2003 / 2004 | Ostdt. Meisterschaft                | Braunschweiger Lionscup             | Kieler Sprotte                  |                        |                                       |
| 2002 / 2003 | Ostdt. Meisterschaft                | Braunschweiger Lionscup             | Kieler Sprotte                  |                        |                                       |
| 2001 / 2002 | Ostdt. Meisterschaft                | Braunschweiger Lionscup             | Kieler Sprotte                  |                        |                                       |
| 2000 / 2001 | Braunschweiger Lionscup             | Kieler Sprotte                      |                                 |                        |                                       |
| 1999 / 2000 | Mauritius Pokal Pößneck             |                                     |                                 |                        |                                       |